# Linux From Scratch
Linux From Scratch (LFS, dosł. z jęz. ang. „Linux od podstaw”) – książka tworzona przez Gerarda Beekmansa, w której znajdują się instrukcje, jak krok po kroku zbudować z kodu źródłowego system GNU/Linux. Dostępna jest za darmo na stronie projektu.
Powstała też książka Beyond Linux From Scratch, która opisuje dalsze możliwości rozwoju dystrybucji stworzonej za pomocą LFS. Wersja 5 tej książki została przetłumaczona na język polski przez Jerzego Iwaniuka, kolejne przez Tomasza Sekścińskiego.
Linux From Scratch jest najprostszą drogą na stworzenie działającego systemu GNU/Linux, samodzielnie budując go z kodu źródłowego. Jest to jednak o wiele bardziej skomplikowane, niż zainstalowanie gotowej dystrybucji. Główną ideą projektu jest zrozumienie działania systemu poprzez ręczną kompilację pakietów. Dodatkowo poprzez kompilację zyskujemy szybsze programy o mniejszym rozmiarze oraz możemy doskonale dopasować dystrybucję do naszych potrzeb – „Twoja dystrybucja, twoje zasady” (ang. Your distro, your rules).

## Instalacja
Do zbudowania własnej dystrybucji potrzebna jest czysta partycja i działający system GNU/Linux. Na początku należy skompilować narzędzia takie, jak: gcc, glibc, GNU Binutils i inne wymagane pakiety. Następnie katalog główny musi zostać zmieniony (poprzez chroot) na partycję, na której znajdują się uprzednio skompilowane narzędzia i można rozpocząć budowanie systemu docelowego. Jednym z pierwszych pakietów, jakie trzeba przekompilować jest glibc; potem kolejno budujemy pozostałe pakiety.